# 仙台都市圏
仙台都市圏（せんだいとしけん）は、仙台市を中心市とする都市圏である。宮城県が指定する広域行政推進地域としての広域仙台都市圏は14市町村からなり、その人口は約153万人である（2015年国勢調査）。また、都市雇用圏（10パーセント通勤圏）の指標での仙台都市圏人口は約157万人、域内総生産は5兆4142億円である。1.5パーセント都市圏の指標での都市圏人口は約229万人となる。

## 広域仙台都市圏

宮城県 行政区分地図
■橙：広域仙台都市圏

宮城県は、県内を7つの地域に区分しており、仙台市とその周辺地域は「広域仙台都市圏」として区分されている。この広域仙台都市圏に含まれる自治体は、富谷市、大和町、大郷町、大衡村、塩竈市、多賀城市、七ヶ浜町、利府町、松島町、仙台市、名取市、岩沼市、亘理町、山元町である。この都市圏の人口は約153万人（2015年国勢調査）であり、これは宮城県全体人口の65パーセントを超えるものである。宮城県は「仙台地方振興事務所」により管轄し、構成市町村は「仙台都市圏広域行政推進協議会」を組織している。
近年、仙台都市圏は奥羽山脈を挟んで隣接する山形県の山形市を中心とする村山地方（人口約60万人）との間で密接な関係を築いており、「双子都市」の様相を呈している。仙台都市圏と山形県村山地方が構成する「仙台・やまがた交流連携促進会議」は、この広域仙台都市圏の枠組みで参加している。
| 面積      | 国勢調査 （2015年10月1日） | 国勢調査 （2015年10月1日） | 推計人口 （2025年7月1日） |
| 面積      | 昼間人口                   | 夜間人口                   | 推計人口 （2025年7月1日） |
| --------- | -------------------------- | -------------------------- | ------------------------- |
| 1,648 km2 | 1,555,720 人               | 1,528,508 人               | 1,529,231 人              |

（参考：大阪府1,894 km2 、約877万人。香川県1,876km2、約91万人）

### 人口の変化
以下に、現在の広域仙台都市圏（表中では仙台圏と記す）にあたる地域の国勢調査人口の変遷と最新の推計人口を示す。この定義では、仙台圏の範囲は一定。ただし、仙台市は合併により市域が拡大し（仙台市#行政区参照）、仙台圏に占める面積比率が増大している。
仙台圏の人口（表中のB）は年々増加しているが、1965年（昭和40年）から1995年（平成7年）にかけては5年ごとに約10万人ずつ増え、増加が顕著である。
仙台圏に占める仙台市の人口比率（表中のA/B）は、1920年（大正9年）には4割弱だったが、仙台市の都市化と合併による市域拡大などにより昭和40年代には6割強まで増加した。しかし、市外のベッドタウン造成が活発になると1970年（昭和45年）をピークに減少し始め、ドーナツ化現象を呈するようになった。仙台市の合併・政令指定都市化によって1990年（平成2年）には7割強になるもドーナツ化現象は続いた。2000年代に入ると都心回帰の影響もあって仙台市の比率低下に歯止めがかかり、さらに東北地方太平洋沖地震（東日本大震災）の後には被災地からの流入により比率上昇を呈している。
宮城県に占める仙台圏の人口比率（表中のB/C）は、1920年（大正9年）の3割強から長期的に増加傾向が続いている。終戦後、仙台空襲で機能低下に見舞われた仙台市が経済的混乱に陥る一方で、第1次ベビーブームにより県人口は著増を呈し、仙台圏の比率は一時低下した。高度経済成長期に入ると主に首都圏への集団就職や出稼ぎにより県人口が微増に留まる一方、仙台圏の比率は上昇し続け仙台圏への集中が始まった。高度経済成長が終焉すると、首都圏への流出減少と第2次ベビーブームなどの影響で県人口が増加しつつ、仙台圏の比率も高まる傾向となった。バブル崩壊後は宮城県の人口が停滞する一方、仙台圏の人口比率は上昇し続け、仙台圏への一極集中の様相を呈している。
| 統計年月日                | 人口（人） | 人口（人）   | 人口（人）  | 人口（人） | 比率 (%) | 比率 (%) | 比率 (%) | 比率 (%)           | 比率 (%)              | 比率 (%) |
| 統計年月日                | (A) 仙台市 | ■(A') 現市域 | ■(B) 仙台圏 | (C) 宮城県 | A/A'     | A/B      | A'/B     | B/C ■仙台圏/宮城県 | B/C ■仙台圏/宮城県    | A/C      |
| ------------------------- | ---------- | ------------ | ----------- | ---------- | -------- | -------- | -------- | ------------------ | --------------------- | -------- |
| 1920年（大正9年）         | 118,984    | 190,013      | 320,770     | 961,768    | 62.6     | 37.1     | 59.2     | 33.4               | 320,770 / 961,768     | 12.4     |
| 1925年（大正14年）        | 142,894    | 221,709      | 364,002     | 1,044,036  | 64.5     | 39.3     | 60.9     | 34.9               | 364,002 / 1,044,036   | 13.7     |
| 1930年（昭和5年）         | 190,180    | 252,017      | 409,351     | 1,142,784  | 75.5     | 46.5     | 61.6     | 35.8               | 409,351 / 1,142,784   | 16.6     |
| 1935年（昭和10年）        | 219,547    | 278,821      | 450,591     | 1,234,801  | 78.7     | 48.7     | 61.9     | 36.5               | 450,591 / 1,234,801   | 17.8     |
| 1940年（昭和15年）        | 223,630    | 284,132      | 465,094     | 1,271,238  | 78.7     | 48.1     | 61.1     | 36.6               | 465,094 / 1,271,238   | 17.6     |
| 1947年（昭和22年）        | 293,816    | 331,570      | 563,727     | 1,566,831  | 88.6     | 52.1     | 58.8     | 36.0               | 563,727 / 1,566,831   | 18.8     |
| 1950年（昭和25年）        | 341,685    | 380,217      | 623,833     | 1,663,442  | 89.9     | 54.8     | 60.9     | 37.5               | 623,833 / 1,663,442   | 20.5     |
| 1955年（昭和30年）        | 375,844    | 414,775      | 669,422     | 1,727,065  | 90.6     | 56.1     | 62.0     | 38.8               | 669,422 / 1,727,065   | 21.8     |
| 1960年（昭和35年）        | 425,272    | 459,876      | 719,550     | 1,743,195  | 92.5     | 59.1     | 63.9     | 41.3               | 719,550 / 1,743,195   | 24.4     |
| 1965年（昭和40年）        | 480,925    | 520,059      | 784,615     | 1,753,126  | 92.5     | 61.3     | 66.3     | 44.8               | 784,615 / 1,753,126   | 27.4     |
| 1970年（昭和45年）        | 545,065    | 598,950      | 881,306     | 1,819,223  | 91.0     | 61.8     | 68.0     | 48.4               | 881,306 / 1,819,223   | 30.0     |
| 1975年（昭和50年）        | 615,473    | 709,326      | 1,018,375   | 1,955,267  | 86.8     | 60.4     | 69.7     | 52.1               | 1,018,375 / 1,955,267 | 31.5     |
| 1980年（昭和55年）        | 664,868    | 792,036      | 1,126,742   | 2,082,320  | 83.9     | 59.0     | 70.3     | 54.1               | 1,126,742 / 2,082,320 | 31.9     |
| 1985年（昭和60年）        | 700,254    | 857,335      | 1,209,050   | 2,176,295  | 81.7     | 57.9     | 70.9     | 55.6               | 1,209,050 / 2,176,295 | 32.2     |
| 1990年（平成2年）         | 0918,398   | 0918,398     | 1,292,282   | 2,248,558  | 100.0    | 71.1     | 71.1     | 57.5               | 1,292,282 / 2,248,558 | 40.8     |
| 1995年（平成7年）         | 0971,297   | 0971,297     | 1,381,877   | 2,328,739  | 100.0    | 70.3     | 70.3     | 59.3               | 1,381,877 / 2,328,739 | 41.7     |
| 2000年（平成12年）        | 1,008,130  | 1,008,130    | 1,437,181   | 2,365,320  | 100.0    | 70.1     | 70.1     | 60.8               | 1,437,181 / 2,365,320 | 42.6     |
| 2005年（平成17年）        | 1,025,098  | 1,025,098    | 1,463,279   | 2,360,218  | 100.0    | 70.1     | 70.1     | 62.0               | 1,463,279 / 2,360,218 | 43.4     |
| 2010年（平成22年）        | 1,045,986  | 1,045,986    | 1,490,098   | 2,348,165  | 100.0    | 70.2     | 70.2     | 63.5               | 1,490,098 / 2,348,165 | 44.5     |
| 2015年（平成27年）        | 1,082,159  | 1,082,159    | 1,528,508   | 2,333,899  | 100.0    | 70.8     | 70.8     | 65.5               | 1,528,508 / 2,333,899 | 46.4     |
| 2025年7月1日 （推計人口） | 1,094,530  | 1,094,530    | 1,529,231   | 2,233,195  | 100.0    | 71.6     | 71.6     | 68.5               | 1,529,231 / 2,233,195 | 49       |

国勢調査人口（単位：万人）

## 通勤率による都市圏

### 都市雇用圏（10パーセント通勤圏）

都市雇用圏の指標による仙台都市圏（2015年）。

金本良嗣らによる都市雇用圏（10パーセント都市圏・10パーセント通勤圏）の基準では、それぞれの市町村の通勤者のうち、10パーセント以上が中心市または低次の郊外に通っている場合、都市圏を構成する市町村とみなす。この基準に於いて、2015年（平成27年）時点の仙台都市圏の人口は約161万人で、2005年時点でこれら都市圏内の市町村から仙台市に通勤・通学する者は、約10万人にのぼる。この基準では、上述の広域仙台都市圏に、柴田町、大河原町、村田町、川崎町が加わる。この指標による都市圏面積は2236平方キロメートルである。通勤率が最も高い自治体は富谷市の48.4パーセントである。以下は通勤率上位10の自治体である。
| 順位 | 自治体   | 通勤率 |
| ---- | -------- | ------ |
| 1    | 富谷市   | 48.4%  |
| 2    | 利府町   | 43.2%  |
| 3    | 多賀城市 | 43.1%  |
| 4    | 名取市   | 41.2%  |
| 5    | 七ヶ浜町 | 36.7%  |
| 6    | 塩竈市   | 32.9%  |
| 7    | 大和町   | 25.2%  |
| 8    | 松島町   | 25.0%  |
| 9    | 岩沼市   | 24.4%  |
| 10   | 川崎町   | 19.7%  |

#### 都市圏の変遷
以下に、都市雇用圏（10パーセント都市圏・10パーセント通勤圏）の変遷を示す。この定義では、通勤者の職場の位置や居住動向によって都市圏の範囲も面積も変化している。
- 仙台市の10パーセント通勤圏に入っていない自治体は、各統計年の欄で灰色且つ「-」で示す。
- 2015年時点で大衡村は大和町の郊外で仙台都市圏の2次郊外にあたり、それ以外の仙台都市圏の自治体は1次の郊外である。

| 自治体 ('80) | 1980年                  | 1990年                  | 1995年                  | 2000年                  | 2005年                  | 2010年                  | 2015年                  | 自治体 （現在） |
| ------------ | ----------------------- | ----------------------- | ----------------------- | ----------------------- | ----------------------- | ----------------------- | ----------------------- | --------------- |
| 古川市       | 古川 都市圏 6万5525人   | 古川 都市圏 15万2834人  | 古川 都市圏 16万9858人  | 古川 都市圏 16万9910人  | 古川 都市圏 16万4200人  | 大崎 都市圏 21万0789人  | 大崎 都市圏 20万5925人  | 大崎市          |
| 小牛田町     | 仙台 都市圏 124万8616人 | 古川 都市圏 15万2834人  | 古川 都市圏 16万9858人  | 古川 都市圏 16万9910人  | 古川 都市圏 16万4200人  | 大崎 都市圏 21万0789人  | 大崎 都市圏 20万5925人  | 美里町          |
| 南郷町       | 仙台 都市圏 124万8616人 | 仙台 都市圏 139万5486人 | 仙台 都市圏 149万2610人 | -                       | -                       | 大崎 都市圏 21万0789人  | 大崎 都市圏 20万5925人  | 美里町          |
| 鳴瀬町       | 仙台 都市圏 124万8616人 | 仙台 都市圏 139万5486人 | 仙台 都市圏 149万2610人 | 仙台 都市圏 155万5691人 | 石巻 都市圏 22万1282人  | 石巻 都市圏 21万3780人  | 石巻 都市圏 19万3051人  | 東松島市        |
| 松山町       | 仙台 都市圏 124万8616人 | 仙台 都市圏 139万5486人 | 仙台 都市圏 149万2610人 | 仙台 都市圏 155万5691人 | 仙台 都市圏 157万0190人 | 大崎 都市圏             | 大崎 都市圏             | 大崎市          |
| 鹿島台町     | 仙台 都市圏 124万8616人 | 仙台 都市圏 139万5486人 | 仙台 都市圏 149万2610人 | 仙台 都市圏 155万5691人 | 仙台 都市圏 157万0190人 | 大崎 都市圏             | 大崎 都市圏             | 大崎市          |
| 大衡村       | 仙台 都市圏 124万8616人 | 仙台 都市圏 139万5486人 | 仙台 都市圏 149万2610人 | 仙台 都市圏 155万5691人 | 仙台 都市圏 157万0190人 | 仙台 都市圏 157万4942人 | 仙台 都市圏 161万2499人 | 大衡村          |
| 大和町       | 仙台 都市圏 124万8616人 | 仙台 都市圏 139万5486人 | 仙台 都市圏 149万2610人 | 仙台 都市圏 155万5691人 | 仙台 都市圏 157万0190人 | 仙台 都市圏 157万4942人 | 仙台 都市圏 161万2499人 | 大和町          |
| 大郷町       | 仙台 都市圏 124万8616人 | 仙台 都市圏 139万5486人 | 仙台 都市圏 149万2610人 | 仙台 都市圏 155万5691人 | 仙台 都市圏 157万0190人 | 仙台 都市圏 157万4942人 | 仙台 都市圏 161万2499人 | 大郷町          |
| 富谷町       | 仙台 都市圏 124万8616人 | 仙台 都市圏 139万5486人 | 仙台 都市圏 149万2610人 | 仙台 都市圏 155万5691人 | 仙台 都市圏 157万0190人 | 仙台 都市圏 157万4942人 | 仙台 都市圏 161万2499人 | 富谷市          |
| 松島町       | 仙台 都市圏 124万8616人 | 仙台 都市圏 139万5486人 | 仙台 都市圏 149万2610人 | 仙台 都市圏 155万5691人 | 仙台 都市圏 157万0190人 | 仙台 都市圏 157万4942人 | 仙台 都市圏 161万2499人 | 松島町          |
| 利府町       | 仙台 都市圏 124万8616人 | 仙台 都市圏 139万5486人 | 仙台 都市圏 149万2610人 | 仙台 都市圏 155万5691人 | 仙台 都市圏 157万0190人 | 仙台 都市圏 157万4942人 | 仙台 都市圏 161万2499人 | 利府町          |
| 七ヶ浜町     | 仙台 都市圏 124万8616人 | 仙台 都市圏 139万5486人 | 仙台 都市圏 149万2610人 | 仙台 都市圏 155万5691人 | 仙台 都市圏 157万0190人 | 仙台 都市圏 157万4942人 | 仙台 都市圏 161万2499人 | 七ヶ浜町        |
| 塩竈市       | 仙台 都市圏 124万8616人 | 仙台 都市圏 139万5486人 | 仙台 都市圏 149万2610人 | 仙台 都市圏 155万5691人 | 仙台 都市圏 157万0190人 | 仙台 都市圏 157万4942人 | 仙台 都市圏 161万2499人 | 塩竈市          |
| 多賀城市     | 仙台 都市圏 124万8616人 | 仙台 都市圏 139万5486人 | 仙台 都市圏 149万2610人 | 仙台 都市圏 155万5691人 | 仙台 都市圏 157万0190人 | 仙台 都市圏 157万4942人 | 仙台 都市圏 161万2499人 | 多賀城市        |
| 泉市         | 仙台 都市圏 124万8616人 | 仙台 都市圏 139万5486人 | 仙台 都市圏 149万2610人 | 仙台 都市圏 155万5691人 | 仙台 都市圏 157万0190人 | 仙台 都市圏 157万4942人 | 仙台 都市圏 161万2499人 | 仙台市          |
| 宮城町       | 仙台 都市圏 124万8616人 | 仙台 都市圏 139万5486人 | 仙台 都市圏 149万2610人 | 仙台 都市圏 155万5691人 | 仙台 都市圏 157万0190人 | 仙台 都市圏 157万4942人 | 仙台 都市圏 161万2499人 | 仙台市          |
| 仙台市       | 仙台 都市圏 124万8616人 | 仙台 都市圏 139万5486人 | 仙台 都市圏 149万2610人 | 仙台 都市圏 155万5691人 | 仙台 都市圏 157万0190人 | 仙台 都市圏 157万4942人 | 仙台 都市圏 161万2499人 | 仙台市          |
| 秋保町       | 仙台 都市圏 124万8616人 | 仙台 都市圏 139万5486人 | 仙台 都市圏 149万2610人 | 仙台 都市圏 155万5691人 | 仙台 都市圏 157万0190人 | 仙台 都市圏 157万4942人 | 仙台 都市圏 161万2499人 | 仙台市          |
| 名取市       | 仙台 都市圏 124万8616人 | 仙台 都市圏 139万5486人 | 仙台 都市圏 149万2610人 | 仙台 都市圏 155万5691人 | 仙台 都市圏 157万0190人 | 仙台 都市圏 157万4942人 | 仙台 都市圏 161万2499人 | 名取市          |
| 岩沼市       | 仙台 都市圏 124万8616人 | 仙台 都市圏 139万5486人 | 仙台 都市圏 149万2610人 | 仙台 都市圏 155万5691人 | 仙台 都市圏 157万0190人 | 仙台 都市圏 157万4942人 | 仙台 都市圏 161万2499人 | 岩沼市          |
| 亘理町       | 仙台 都市圏 124万8616人 | 仙台 都市圏 139万5486人 | 仙台 都市圏 149万2610人 | 仙台 都市圏 155万5691人 | 仙台 都市圏 157万0190人 | 仙台 都市圏 157万4942人 | 仙台 都市圏 161万2499人 | 亘理町          |
| 山元町       | 仙台 都市圏 124万8616人 | 仙台 都市圏 139万5486人 | 仙台 都市圏 149万2610人 | 仙台 都市圏 155万5691人 | 仙台 都市圏 157万0190人 | 仙台 都市圏 157万4942人 | 仙台 都市圏 161万2499人 | 山元町          |
| 柴田町       | 仙台 都市圏 124万8616人 | 仙台 都市圏 139万5486人 | 仙台 都市圏 149万2610人 | 仙台 都市圏 155万5691人 | 仙台 都市圏 157万0190人 | 仙台 都市圏 157万4942人 | 仙台 都市圏 161万2499人 | 柴田町          |
| 大河原町     | 仙台 都市圏 124万8616人 | 仙台 都市圏 139万5486人 | 仙台 都市圏 149万2610人 | 仙台 都市圏 155万5691人 | 仙台 都市圏 157万0190人 | 仙台 都市圏 157万4942人 | 仙台 都市圏 161万2499人 | 大河原町        |
| 川崎町       | 仙台 都市圏 124万8616人 | 仙台 都市圏 139万5486人 | 仙台 都市圏 149万2610人 | 仙台 都市圏 155万5691人 | 仙台 都市圏 157万0190人 | 仙台 都市圏 157万4942人 | 仙台 都市圏 161万2499人 | 川崎町          |
| 村田町       | -                       | -                       | -                       | 仙台 都市圏 155万5691人 | 仙台 都市圏 157万0190人 | 仙台 都市圏 157万4942人 | 仙台 都市圏 161万2499人 | 村田町          |

- 1987年（昭和62年）11月1日、宮城郡宮城町が仙台市に編入合併された。
- 1988年（昭和63年）3月1日、泉市および名取郡秋保町が仙台市に編入合併された。
- 1989年（平成元年）4月1日、仙台市が政令指定都市となった。
- 2005年（平成17年）4月1日、桃生郡の矢本町と鳴瀬町が新設合併して東松島市となった。
- 2006年（平成18年）1月1日、遠田郡の小牛田町と南郷町の2町が新設合併して美里町となった。
- 2006年（平成18年）3月31日、古川市、遠田郡の田尻町、志田郡の三本木町と松山町と鹿島台町、玉造郡の岩出山町と鳴子町の計1市6町が新設合併して大崎市となった。
- 2016年（平成28年）10月10日、黒川郡富谷町が市制施行して富谷市となった。

### 5パーセント都市圏（通勤圏）
5パーセント都市圏の指標による仙台都市圏の人口は約197万人（2015年国勢調査時）。市町村名は2015年国勢調査時点のもの。
仙台市、塩竈市、多賀城市、七ヶ浜町、利府町、松島町、富谷市、大和町、大郷町、大衡村、名取市、岩沼市、亘理町、山元町、柴田町、大河原町、村田町、川崎町、美里町、涌谷町、大崎市、東松島市、栗原市、色麻町、白石市、角田市。

### 1.5パーセント都市圏（通勤・通学圏）
総務省による都市圏では、1.5パーセントの通勤通学率が指標になっている。この定義では、仙台市の1.5パーセント都市圏は「仙台大都市圏」とされている。この都市圏の人口は約229万人で、総務省による日本の都市圏では7番目の規模である。2020年（令和2年）時点における仙台大都市圏の範囲は、宮城県のうち気仙沼市、南三陸町、女川町、七ヶ宿町を除いた部分と、福島県新地町である。
1995年（平成7年）国勢調査に基く「仙台大都市圏 (PDF) 」は、おおむねJR仙台駅を中心とした半径50キロメートル圏から山形県村山地方（山形市など）を除いた範囲だった。すなわち、県北山間部・栗原圏・登米圏・三陸海岸地域および七ヶ宿町を除いた宮城県全域に、福島県浜通り北部（新地町・相馬市）を加えた範囲だった。2000年（平成12年）国勢調査に基く「仙台大都市圏」の人口は218万6397人。
2005年（平成17年）国勢調査に基く「仙台大都市圏」は、唐桑町、気仙沼市、本吉町、南三陸町、女川町、鳴子町、七ヶ宿町の1市6町を除く宮城県全域に、福島県の新地町、相馬市の1市1町を加えた範囲となり、人口は228万9656人となった。
| 年     | 人口 （人） | 面積 (km2) | 人口密度 (人/km2) |
| ------ | ----------- | ---------- | ----------------- |
| 1970年 | 1,278,124   | 3,666      | 349               |
| 1975年 | 1,582,840   | 4,252      | 372               |
| 1980年 | 1,739,733   | 4,691      | 371               |
| 1985年 | 1,861,024   | 4,771      | 390               |
| 1990年 | 2,030,055   | 5,071      | 400               |
| 1995年 | 2,140,377   | 5,192      | 412               |
| 2000年 | 2,186,397   | 5,149      | 424               |
| 2005年 | 2,289,656   | 6,376      | 359               |
| 2010年 | 2,169,757   | 5,970      | 363               |
| 2015年 | 2,256,964   | 5,970      | 378               |
| 2020年 | 2,228,837   | 6,504      | 342               |

## 通勤・通学者数の統計
以下は仙台市への通勤・通学者数の統計である（2000年）。仙台市への通勤・通学による流入人口は、合計13万819人である。なお、古川市は周辺自治体と合併して現在は大崎市となっている。
- 「仙台市への通勤・通学人口」（地図）[21]

|                  | 仙台市へ流入 | 仙台市から流出 |
| 合計             | 130,819 人   | 48,823 人      |
| 古川市           | 2,883 人     | 1,261 人       |
| 石巻市           | 2,593 人     | 1,192 人       |
| 白石市           | 1,982 人     | 632 人         |
| 角田市           | 1,600 人     | 472 人         |
| 宮城県内他市町村 | 119,193 人   | 43,146 人      |
| 他県             | 11,626 人    | 5,677 人       |
| うち 福島県      | 4,596 人     | 1,584 人       |
| うち 福島市      | 1,551 人     | 681 人         |
| うち 山形県      | 2,738 人     | 1,485 人       |
| うち 山形市      | 1,418 人     | 1,054 人       |
| うち 岩手県      | 1,788 人     | 764 人         |